# 야코블레프 Yak-9
야코블레프-9은 2차 세계대전과 그 이후 소비에트 연방 공군에 쓰여진 단발 피스톤 엔진의 전투기이다. 근본적으로 같은 무장인 Yak-7의 가벼운 버전이고, 1942년 말기에 전선에 투입되었다. 그 Yak-9은 동체 후방이 낮아졌고(lowered rear fuselage decking) 시야각이 넓은 캐노피를 가졌다. 그것의 더 떨어지는 이전 모델보다 더 유연해지고 가벼워진 동체프레임은 새 전투기에 적용되었다. Yak-9의 파일럿은 메서슈미트 Bf 109G(구스타프)형과 포케불프 Fw-190 A-3/A-4형에 비교할 만한 기동성을 (Yak-9이) 가졌다고 생각했다.
그 Yak-9은 항상 소련전투기로 가장 많이 생산되었다. 1942년부터 1948년까지 총 16,769기(전쟁 기간 동안 14,579기)가 생산되었다. Yak-9은 메서슈미트 Me 262 제트전투기를 격추한 첫 소련전투기이기도 하다.
제2차 세계대전 다음으로 북한군이 한국 전쟁동안 사용하기도 했다.

## 설계 및 개발
Yak-9은 성공적인 Yak-7의 개량형(가벼워진 버전의 Yak-7D)이며, Yak-7 조종사들에게 더 나은 전투이점을 가지게 했다. 두랄루민이 더 공급됨에 따라, 허용된 숫자의 파생형에 따라 기본적인 설계를 더 가볍게 할 수 있게 개량하도록 했다.
Yak-9의 파생형은 두 가지 날개와 다섯 가지 엔진, 여섯가지 연료탱크와 일곱가지 무장을 설정한다.1943년 12월 새로운 Yak-9U의 동체 프레임에 더 강한 M-107 엔진(그 엔진은 각각의 배기관을 가진 새로운 엔진이었다)을 달 수 있게 되었다. 동체구조와 날개는 강철과 베이클라이트으로 덮혔다. 뒷 부분 캐노피를 늘리고, 그 안에 안테나 케이블을 설치하였다. 기본 무장은 20 mm (0.79 in)ShVAK 120발이 프로펠러 사이로 발사되고, 12.7 mm (0.50 in)UBS은 170발이 탑재된다
그들은 6,000 m (19,685 ft)에서 동부전선의 모든 전투기들과의 최고속도는 완벽히 최고였음을 드러냈다. Yak-9은 조종하기 쉽고 안정적이었다. 하지만 불행하게도, M-107A의 문제는 엔진 과열, 오일 누수, 상승 중 압력 상실(loss of pressure in climbs), 강한 진동, 점화플러그가 타버리고, 엔진수명이 잛아짐과 M-105엔진의 파생형 등장이 지속된다는 사실이었다. 이러한 결점들에도 불구하고, Yak-9U/VK-107는 1944년 4월 주문되었고, 1944년 12월까지 1,134기가 생산되었다.

## 실전 기록

### 제 2차 세계대전
첫 번째로 Yak-9이 투입된 때는 1942년 10월로 첫 번째 전투에 보인 것은 1942년 후반동안 벌어진 스탈린그라드 전투였다. 다양한 파생형과 다양한 무장으로 Yak-9은 대전차, 전폭기, 장거리 호위 임무를 수행했다. 저고도에서 주로 임무를 수행했는데, Yak-9은 주된 적 Bf109보다 더 빠르고 민첩했지만, 무장에서는 뒤쳐졌다. 후속으로 나온 개량형들은 비행성능과 무장에 있어서 조종사들이 공중전에서 성과를 잘 내도록 뛰어난 조종특성으로 방해를 하지 않았다. 소련 조종사들은 Yak-9의 비행성능에 대해선 메서슈미트 Bf 109G(구스타프)형과 포케불프 Fw-190 A-3/A-4형과 같은 수준이라고 생각했다.
스모렌스크 전투(1943)이후, 1943년 후반기에 자유 프랑스로 유명한 노르망디-네먼(Normandie-Niémen) 부대는 비행대대(Groupe)가 되고, Yak-9를 지급하였다. 1944년 6월, 발바로사 작전(Operation Bagration of the great summer offensive)에서 프랑스인의 Yak-9들은 보리소브지역에서 첫 승리를 성취했지만, 첫 손실이 막대했다.1944년 6월 15일 그 일행은 리투아니아(국가)의Mikountani지역으로 이동했고, 그 동안 독일군을 400 km (250 mi)만큼 압박하여 후퇴하게 했다. 그 프랑스 파일럿은 탈출하기를 거부했고, 동시에 낙하산이 없는 그의 소련 기술자 Biezoloub를 포기했다. De Seynes는 대신에 비상착륙을 시도했으나, 두 명 모두 충돌로 인해 사망하였다.
Yak-9U가 첫 부대로 사용된 것은 1944년 10월 25일부터 12월 25일까지 163.AIP. 조종사들은 2번 혹은 3번의 비행동안 엔진을 전투모드로 가동하지 말 것을 명령받았다. 그 Yak-9U는 소련에게 제공권 장악에 많은 기여를 하였고, 독일군은 "안테나 마스트가 없는" 야크들을 피했다.
성과가 높은 Yak-9 조종사 중 한명은 처음으로 중위 A.I. 비보르노프(Vybornov)가 있었다. 타입-T(기수에 기관포를 장착함)로 나는 동안 그는 19번의 승리와 추가로 9기를 공유했다.그는 1945년 6월 금별의 소련 메달을 수여받았다. 전쟁 말기에, 1945년 5월 22일에 812.IAP부대의 L.I. Sivko는 메서슈미트 Me 262 제트전투기와 교전 끝에 승리를 거뒀지만, 얼마 안 돼서 에이스 프란츠 샬이 탑승한 다른 Me262기에 의해 사살되었다

### 전후 상황
1949년 동안 소비에트 연방은 좀 남은 Yak-9P(VK-107)를 주변의 위성 국가들인 소비에트 블록(Soviet bloc)들에게 서독을 봉쇄하기 위해 공군을 재정비하라고 공급하였다. 제 2차 세계대전 때의 독일과 연합군 공군이 장착한 폐쇄 왕복 윤활 시스템과는 달리 Yak-9에게 시동을 걸 때, 조종석에 설치된 오일펌프를 25번 정도로 클리모프 V12 엔진에 공급하는 것이 손으로 크랭크를 돌리는데 필요한데, 공군 작전 매뉴얼 중 한 부분은 러시아어를 다른 언어로 해석하는 것을 빠뜨렸다. 평소 같지 않은 생략은, 1950년 동안 급상승이나 이륙할 때의 치명적인 결과로 초래되었다.

### 한국 전쟁
6.25 전쟁 당시 북한 공군의 주력 전투기로 활약하였다.

## 파생형
Yak-9
- 초기 생산 버전

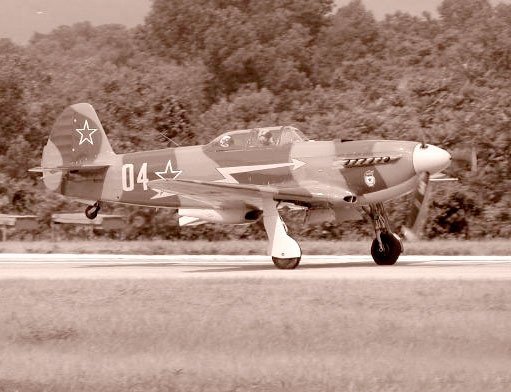
Modern built Yak-9 on takeoff at World War II Air Show, Reading, PA, 2002

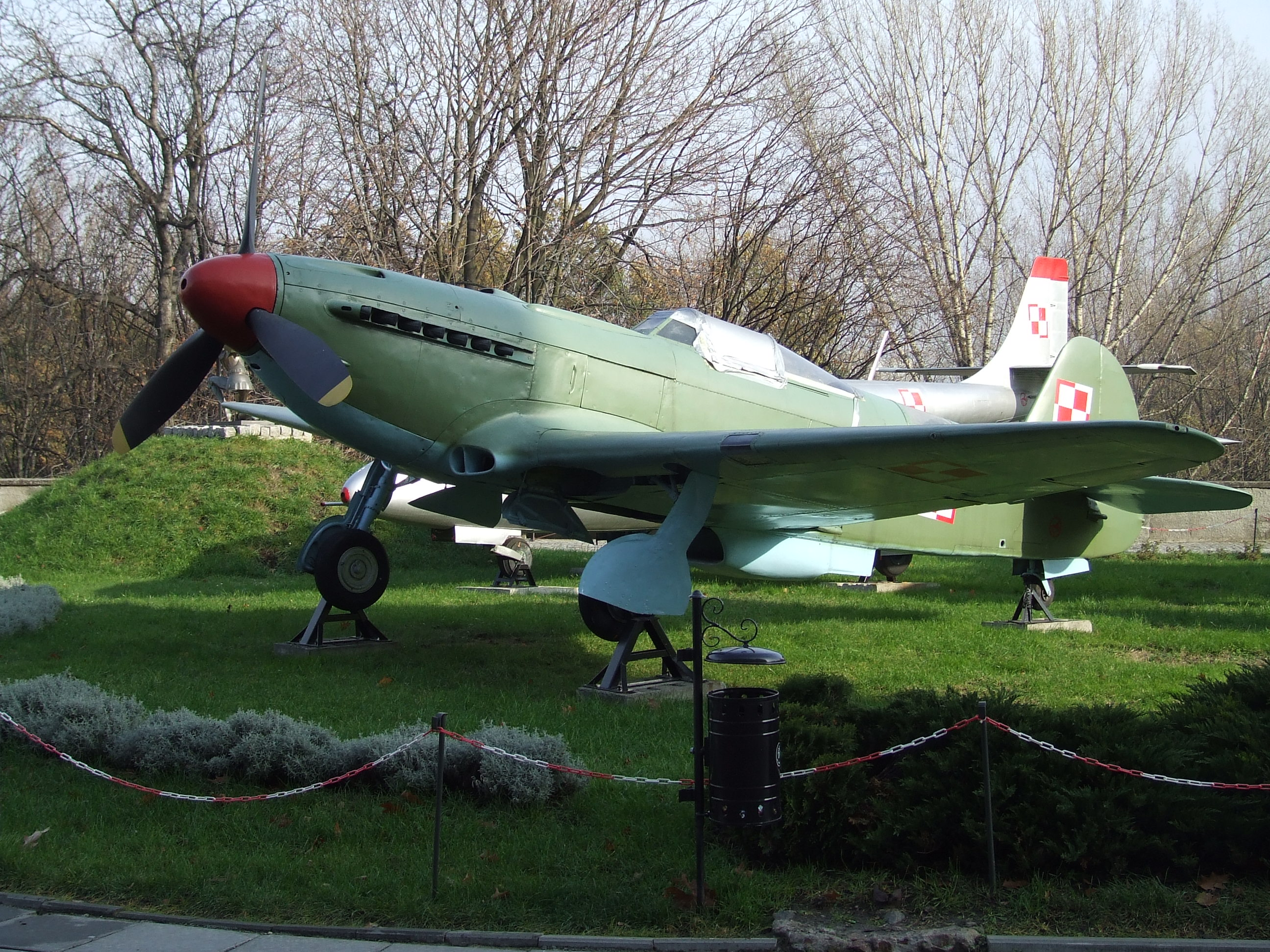
Yak-9 with Polish markings.

- 880kW (1,180마력) 클리모프 m-105PF 엔진
- 1 × 20mm ShVAK 120발, 1 × 12.7mm UBS 200발

Yak-9 (M-106)
- 시제기
- 1,007kW (1,350마력) 클리모프 M-106-1SK엔진(엔진에 결함이 있어, 생산하는 데 이점이 없음)

Yak-9T
- 880kW (1,180마력) 클리모프 m-105PF 엔진
- 1 × 37mm 누델만-수라노프 NS-37 기관포 30발, 1 × 12.7mm UBS 200발
- 무거워진 기수를 조종석이 0.4m (1ft 3in)뒤로 옮겨짐으로 조정
- 기관포의 반동 때문에 다발적인 오일과 냉각수 누수가 발생
- Yak-9T는 범용적으로 적 함대, 탱크, 그리고 항공기에 대적하기까지 한 기관포로 성공적으로 목표를 찢어버리곤 했다.(used to ~ tear)
- 수평 선회로 21초만에, 난류가 있을 땐 23-26초만에 원을 그렸다. 사실 전투시의 전투기 무게가 영향을 많이 미친다.

Yak-9TK

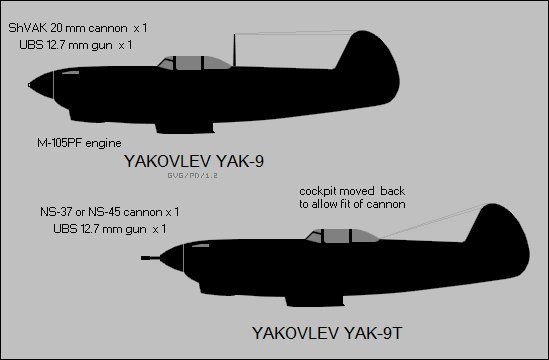
Yak-9T silhouette compared to an early variant

- 이 Yak-9TK는 생산에 들어가지 않았는데, 20mm와 23mm사이의 차이는 미미했고, 45mm는 신뢰할 만하기 때문이다.(20mm와 23mm기관포 사이 성능은 부정확하다. 한 전문가가 이 주제를 고쳐야 한다.)

Yak-9K
- Yak-9T를 29발의 45mm 누델만-수라노프 NS-45 기관포로 변경하고, 강력한 반동을 특유의 머즐브레이크(소염기)로 처리했다.
- 880kW (1,180마력) 클리모프 m-105PF 엔진
- 1 × 45mm 누델만-수라노프 NS-45 기관포 29발, 1 × 12.7mm UBS 200발
- 350Km/h(220mph)에서 기관포를 발사하면 극적으로 조종이 안되고, 조종사는 조종석 앞뒤로 튕겨졌지만, 적어도 2-3발정도는 정확하게 쏠 수 있었다.
- 그 반동은 엄청난 오일과 냉각수 누수를 일으켰다.
- 중기관포 설치로 생기는 성능저하는 활약을 위해서 전투기들의 호위가 필요했다.
- Yak-9K는 오직 45mm 누델만-수라노프 NS-45 기관포의 신뢰성 하나만 보았다.

Yak-9D

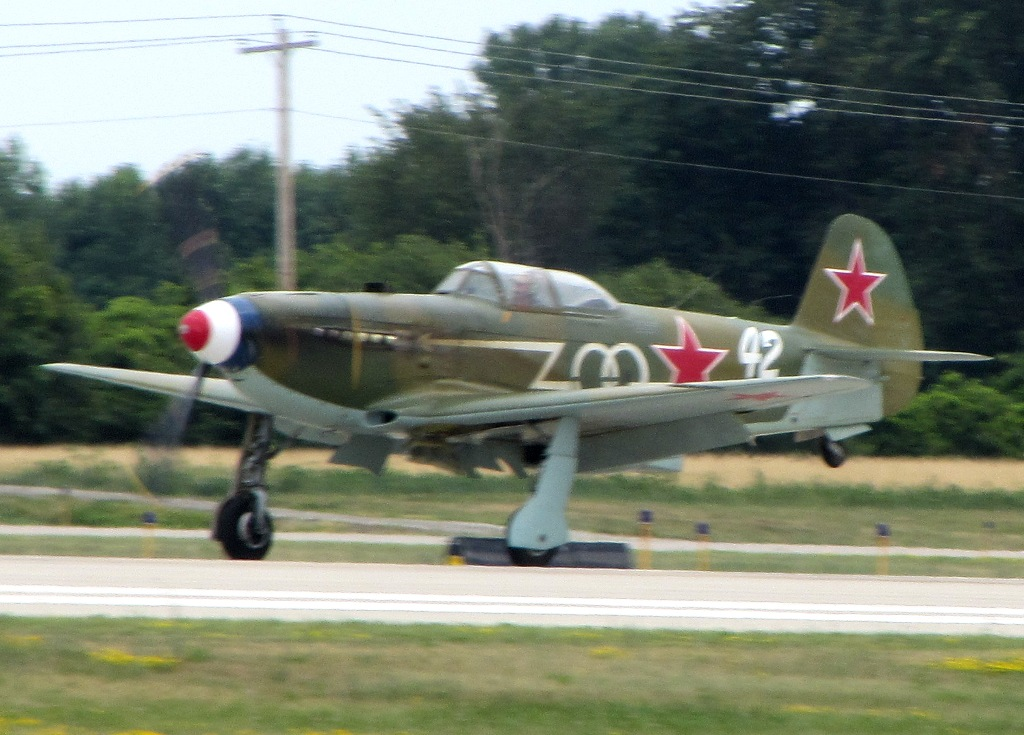
Yak-9 Racer

- Yak-9의 긴 항속거리 버전인데, 연료수용량이 440 l (115 US gal)에서 650 l (170 US gal)으로 변경되었으며, 최대항속거리가 1,360 km (845 mi)로 바뀌었다.
- 880kW (1,180마력) 클리모프 m-105PF 엔진
- 1 × 20mm ShVAK 120발, 1 × 12.7mm UBS 200발[10]
- 긴 항속거리로 전투시에는 아주 유용했지만, 무전장치의 부족으로 많은 수의 짧은 항속거리 전투기들의 날개 안쪽에 연료탱크를 넣은 버전으로 사용하였다.
- 수평 선회시간(360도) : 19-20초
- 화기 무게: 2 kg (4.4 lb)/sec.

Yak-9TD
- Yak-9D버전에 1 × 37mm 누델만-수라노프 NS-37 기관포 30발과 4 × 50 kg (110 lb) FAB-50폭탄을 장착할 수 있는 버전이다.

Yak-9B
- Yak-9D의 전폭기 버전(공장 제식명으로는 Yak-9L)이다.
- 880kW (1,180마력) 클리모프 m-105PF 엔진
- 1 × 20mm ShVAK 120발, 1 × 12.7mm UBS 200발에 4(2) × 100 kg (220 lb) FAB-100폭탄을 달 수 있었다[11].
- 최대 폭장과 연료를 실으면 조종성이 매우 안좋아지며, 특수 조준장치가 부족해 전투시에는 유용하지 못했다.

Yak-9DD
- Yak-9D와 Yak-9T를 연료수용량을 845 l (220 US gal)로, 최대 항속거리는 2,285 km (1,420 mi)로 수정하였고, 야간과 악천후 비행을 위한 무선항법장치가 있었다.
- 880kW (1,180마력) 클리모프 m-105PF 엔진[12]
- 1 × 20mm ShVAK 120발[13]
- Yak-9DD는 Yak-9DD 페틀리야코프 Pe-2와 투폴레프 Tu-2 폭격기들을 주로 호위하곤 했음에도 불구하고 그들은 폭격기를 뛰어넘기에 불충분한 속도로 이상과는 더 떨어짐을 증명하였다.
- 1944년, 몇몇 Yak-9DD는 폭격 목표인 우크라이나 - 루마니아 - 이탈리아 경로로 B-17 플라잉 포트리스폭격기와 B-24 리버레이터폭격기를 호위하곤 했었다.

Yak-9M
- Yak-9D를 Yak-9T처럼 조종석을 0.4 m (1 ft 4 in) 뒤로 옮기고, 이전 모델의 개발 경험을 살려 여러 가지 결점을 고친 모델이다.
- 880kW (1,180마력) 클리모프 m-105PF 엔진[14]
- 1 × 20mm ShVAK 120발, 1 × 12.7mm UBS 200발[15]

Yak-9M PVO
- Yak-9M모델에서 연료수용량을 약간 줄이고, 925kW (1,240마력) 클리모프 VK-105PF2 엔진을 달고, PVO Strany(소련 방공망?)을 위한 야간 및 악천후 비행에 필요한 무전 및 항법장치를 장착했다.
- 1 × 20mm ShVAK 120발, 1 × 12.7mm UBS 200발[16]
- 그 외 기록은 없다.[17]

Yak-9 MPVO
Yak-9S
- Yak-9M에 880kW (1,180마력) 클리모프 m-105PF 엔진과, 새로운 프로펠러, 1 × 23mm NS-23 60발과 2 × 20mm 베레진 B-20 기관포 120발로 구성되어있다.
- Yak-3와 Yak-9U를 비교하여 비행성능이 뒤쳐져 생산되지는 않았다.

Yak-9R
- 단좌식 전략 정찰기 모델이다.

Yak-9P
Yak-9P (VK-107)
- Yak-9U에 강철 날개를 장착한 버전
- 1,230kW (1,650마력) 클리모프 VK-107 엔진을 장착했다.
- Yak-9P (VK-107)같은 경우는 (위의 2개의 ShVAK기관포를 가진)Yak-9P와 다른 공정을 거쳤다.

Yak-9PD
- 고고도 요격기(두 Yak-9P와 상관없이)로 1942년-1943년 모스크바위를 높이 날던 루프트바페의 융커스 Ju 86고고도 정찰기를 요격하기 위해 설계되었다.
- 870kW (1,170 마력) 클리모프 m-105PD 엔진을 장착했다.
- 무장은 20mm ShVAK로 무게를 많이 줄일 수 있었다.

Yak-9U (VK-105)
- 970kW (1,300마력) VK-105PF2엔진을 장착했다.
- 무장은 1 × 23mm VYa 기관포 60발과 1 × 12.7mm UBS 170발이다.
- VYa 기관포는 ShVAK, B-20, NS-37로 교체되었고, 후자의 선택은 오른쪽의 UBS 기관총을 제거가 요구되었다.
- 이 기체는 생산되지 않았는데, VYa 기관포가 만족스럽지 않게 생각되었고, 기관포 1문과 기관총 1문은 이전모델에서 더 긴 사정거리가 제공되었기 때문이다.

Yak-9U (VK-107)
- 결정적인 Yak-9파생형이다
- 1,230kW (1,650마력) 클리모프 VK-107 엔진을 장착했다.
- VYa 기관포 대신 20mm ShVAK을 120발로 무장했다.
- 화기 무게: 2.72 kg (5.98 lb)/sec

Yak-9UV
- 복좌식의 Yak-9U (VK-107)기의 훈련기 버전이다.
- 무장은 하나의 베레진 B-20 기관포 100발로 무장하였다.
- 제트기의 도입으로 생산되지는 않았다.

Yak-9UT
- Yak-9U (VK-107)에 1 × 37mm 누델만-수라노프 NS-37 기관포 30발과 베레진 B-20 기관포 120발(초당 투사력 6 kg (13.2 lb)) 로 무장하였다.
- Yak-TK과 비슷하게 누델만 N-37 기관포과 베레진 B-20 기관포, 누델만-수라노프 NS-23 기관포 아니면 누델만 N-45 기관포로 바꿀수 있었다.
- 생산기는 기본 무장으로 누델만 N-37 기관포 대신에 누델만-수라노프 NS-23 기관포를 달았다.

Yak-9V
- Yak-9T와 Yak-9M형의 복좌식 훈련기 버전이다.
- 970kW (1,300마력) VK-105PF2엔진을 장착했다.
- 무장은 1 × 20mm ShVAK 90 발로 줄였다.

현대 복제형
1990년대 초기, 야코블레프는 워 버드 에어쇼를 위한 제 2차 세계대전 때 원형기에 앨리슨 V-1710 장착하는 등 복제 비행기로 Yak-9과 Yak-3 제품을 만들었다. 앨리슨 엔진을 쓰는 현대 복제기들은 엄격하게 시계방향으로 돌던 원래의 쏘오련 V12 동력원과는 달리 시계반대방향으로 도는 프로펠러를 가졌다.

## 사용 국가
알바니아
- 알바니아 공군 1947년에 12대의 Yak-9V 훈련기를 포함한 72대의 항공기를 전달받았다.

 불가리아
- 불가리아 공군

 중화인민공화국
- 인민해방군

 프랑스
- 프랑스 공군
  - 노르망디-네먼 편대

 헝가리
- 헝가리 공군 1949년 전달받았다. 헝가리 타입의 이름은 베르체("Vércse") (케스트렐).

 몽골
- 몽골 인민육군항공대는 1945년 6월 말에 34대의 항공기를 받았다

 북한
- 북한 공군

 폴란드
- 폴란드 공군
- 폴란드 공군은 1947부터 1953까지 일부 항공기 운용.
- 폴란드 해군

 소련
- 소비에트 연방 공군

 유고슬라비아
- SFR 유고슬라비아 공군 – 16 Yak-9T, 40 Yak-9P, 47 Yak-9D/M and 68 Yak-9U aircraft in 1944-1950/1960[18]
  - 제111 전투기 항공 연대 (1947–1948)
  - 제112 전투기 항공 연대 (1947–1948)
  - 제94 전투기 항공 연대 (1948–1952)
  - 제116 전투기 항공 연대 (1948–1950)
  - 제117 전투기 항공 연대 (1948–1950)
  - 제141 항공 훈련 연대 (1952–1953)
  - 제2 항공 훈련 연대 (1946–1948)
  - 제101 전투기 훈련 연대 (1948–1950)
  - 제103 항공 정찰 연대 (1950–1951)
  - 제104 항공 훈련 연대 (1948–1950)
  - 제32 항공 훈련 연대 (1953–1959)
  - 제39 항공 훈련 연대 (1953–1959)
  - 제44 항공 훈련 연대 (1953–1954)

## 박물관
- 불가리아
  - 항공 박물관, 플로브디프 - Yak-9P, tactical number 27
- 폴란드
  - 폴란드 해군의 박물관, 그디니아 - Yak-9P, tactical number 2, 1956년까지 해군 항공대 Escadrille에서 사용되었다. 1956년 12월 12이 해군 사령부 대신 박물관으로 전송되었다.
  - 폴란드 육군의 박물관, 바르샤바 - Yak-9P, tactical number 23, 1947년부터 1950년까지 1st 전투기 항공 연대에 사용되었다. 공군 사령부를 대신해 1950년 8월 10일 박물관으로 전송되었다.
- 러시아
  - 중앙 공군 박물관, 모니노 - Yak-9U
  - 중앙 기갑군 박물관, 모스크바
  - 중앙 북함대 공군 박물관, 세베로모르스크
- 세르비아
  - 베오그라드 항공 박물관
- 우크라이나
  - 키예프 위대한 애국 전쟁 박물관
- 미국
  - 비행 박물관, 시애틀, WA - Yak-9U

## 문화 참조
The Yakovlev Yak-9 is the fighter plane for Soviet Union in the computer games Command & Conquer: Red Alert and Battlefield 1942.

## 같이 보기
- 포케불프 Fw 190
- 5식 전투기

## 참조
Notes
1. ↑  Gustin 2003, p. 120.
2. 1 2 3  Morgan 1999, p. 53.
3. ↑  Drabkin 2007, p. 146.
4. ↑  Angelucci and Matricardi 1978, p. 246.
5. ↑  Leonard 2005, p. 124.
6. 1 2  Leonard 2005, p. 125.
7. ↑  Morgan 1999, p. 52.
8. ↑  Morgan 1999, p. 24.
9. ↑  Morgan 1999, p. 33.
10. ↑  http://www.wio.ru/tacftr/yak.htm
11. ↑  http://www.wio.ru/tacftr/yak.htm
12. ↑  http://www.wio.ru/tacftr/yak.htm
13. ↑  http://www.wio.ru/tacftr/yak.htm
14. ↑  http://www.wio.ru/tacftr/yak.htm
15. ↑  http://www.wio.ru/tacftr/yak.htm
16. ↑  http://www.wio.ru/tacftr/yak.htm
17. ↑  http://www.wio.ru/tacftr/yak.htm
18. ↑  Yugoslav Air Force 1942–1992, Bojan Dimitrijevic, Belgrade 2006

Bibliography
- Angelucci, Enzo and Paolo Matricardi. World Aircraft: World War II, Volume II (Sampson Low Guides). Maidenhead, UK: Sampson Low, 1978. ISBN 0-562-00096-8.
- Bock, Robert. Yak-7, Yak-9 (Aircraft Monograph 14) (English translation of Polish original). Gdańsk, Poland: AJ-Press, 1999. ISBN 83-7237-020-6.
- Drabkin, Artem. The Red Air Force at War: Barbarossa and The Retreat to Moscow – Recollections of Fighter Pilots on the Eastern Front. Barnsley, South Yorkshire, UK: Pen & Sword Military, 2007. ISBN 1-84415-563-3.
- Gordon, Yefim and Dmitri Khazanov. Soviet Combat Aircraft of the Second World War, Volume One: Single-Engined Fighters. Earl Shilton, Leicester, UK: Midland Publishing Ltd., 1998. ISBN 1-85780-083-4.
- Green, William. Warplanes of the Second World War, Volume Three: Fighters. London: Macdonald & Co. (Publishers) Ltd., 1961 (seventh impression 1973). ISBN 0-356-01447-9.
- Green, William and Gordon Swanborough. WW2 Aircraft Fact Files: Soviet Air Force Fighters, Part 2. London: Macdonald and Jane's Publishers Ltd., 1978. ISBN 0-354-01088-3.
- Gunston, Bill. Aerei della 2a Guerra Mondiale (in Italian ). Milan: Alberto Peruzzo Editore, 1984. NO ISBN.
- Gunston, Bill. The illustrated Directory of Fighting Aircraft of World War II. London: Salamander Book Limited, 1988. ISBN 1-84065-092-3.
- Kopenhagen, W., ed. Das große Flugzeug-Typenbuch (in German). Stuggart, Germany: Transpress, 1987. ISBN 3-344-00162-0.
- Leonard, Herbert. Encyclopaedia of Soviet Fighters 1939–1951. Paris: Histoire & Collections, 2005. ISBN 2-915239-60-6.
- Liss, Witold. The Yak 9 Series (Aircraft in Profile number 185). Leatherhead, Surrey, UK: Profile Publications Ltd., 1967.
- Mellinger, George. Yakovlev Aces of World War 2. Botley, UK: Osprey Publishing Ltd., 2005. ISBN 1-84176-845-6.
- Morgan, Hugh. Gli assi Sovietici della Seconda guerra mondiale (in Italian). Milano: Edizioni del Prado/Osprey Aviation, 1999. ISBN 84-8372-203-8.
- Morgan, Hugh. Soviet Aces of World War 2. London: Reed International Books Ltd., 1997. ISBN 1-85532-632-9.
- Panek, Robert. Yakovlev Yak-9U & P. Sandomierz, Poland/Redbourn, Hertfordshire, UK: Mushroom Model Publications, 2006. ISBN 83-89450-27-5.
- Шавров, В.Б. История конструкций самолетов в СССР 1938–1950 гг. (3 изд.). Kniga: Машиностроение, 1994 (Shavrov, V.B. Istoriia konstruktskii samoletov v SSSR, 1938–1950 gg.,3rd ed. History of Aircraft Design in USSR: 1938–1950). Kniga, Russia: Mashinostroenie, 1994.) ISBN 5-217-00477-0.
- Stapfer, Hans-Heiri. Yak Fighters in Action (Aircraft number 78). Carrollton, Texas: Squadron/Signal Publications, Inc., 1986. ISBN 0-89747-187-3.
- Степанец, А.Т. Истребители ЯК периода Великой Отечественной войны. Kniga: Машиностроение, 1992. (Stepanets, A.T. Istrebiteli Yak perioda Velikoi Otechestvennoi voiny (Yak Fighters of the Great Patriotic War). Kniga, Russia: Mashinostroenie, 1992. ISBN 5-217-01192-0.
- Williams, Anthony G. and Emmanuel Gustin. Flying Guns: The Development of Aircraft Guns, Ammunition and Installations 1933–45. Ramsbury, UK: Airlife, 2003. ISBN 1-84037-227-3.